# جون ريفيس
جون ريفيس (بالإنجليزية: John Charles Reeves)‏ (8 يوليو 1963 في المملكة المتحدة - ) هو مدرب كرة قدم ولاعب كرة قدم بريطاني في مركز الوسط. لعب مع كولتشستر يونايتد ونادي إنفيلد ونادي فولهام وLos Angeles Heat ‏ وCornard United F.C. ‏ ونادي ديس تاون ‏ وهلستد تاون ‏.